# عمر جازولي
عمر جازولي (1946 - 31 يوليو 2021)، هو سياسي مغربي. كان عضوًا في البرلمان منذ عام 1977، أصبح عمدة مراكش بين 2003 و2009.ووجدته المحكمة مذنبا باختلاس أموال واتهم أيضا بارتكاب جرائم أخرى.

## وفاته
توفي ليلة الأحد 1 أغسطس 2021 عن عمر يناهز 75 سنة، وذلك حسب ما أعلنت أسرته. بسبب مرض فيروس كورونا.